# تپه کن طویله ۱
تپه کن طویله ۱ مربوط به عصر مس و سنگ - عصر آهن دو I است و در شهرستان دورود، بخش سیلاخور، دهستان چالانچولان، ۳/۴ کیلومتری جنوب غربی روستای افراونده واقع شده و این اثر در تاریخ ۲۳ بهمن ۱۳۸۵ با شمارهٔ ثبت ۱۷۱۴۸ به‌عنوان یکی از آثار ملی ایران به ثبت رسیده است.